# 2016年ベルリンのクリスマスマーケットにおける事件
2016年ベルリンのクリスマスマーケットにおける事件（2016ねんベルリンのクリスマスマーケットにおけるじけん）は、現地時間2016年12月19日夜にドイツの首都ベルリンで行われていたクリスマスマーケットにトラックが突入した事件である。

## 概要
現地時間2016年12月19日20時ごろ、ドイツの首都・ベルリン中心部のクリスマスマーケットに大型のトラックが突入した。事件当時、マーケットは買い物客で混んでいた。
DPA通信などは警察への取材で「トラックを使った襲撃事件の可能性がある」と報じていた。また、アメリカのCNNは「警察当局がテロ攻撃の可能性があるとみて調べている」と伝えている。
事件の現場はベルリン西部にある繁華街で、その周辺にはカイザー・ヴィルヘルム記念教会といった観光名所が存在している。その事件の現場では、クリスマスマーケットに出店していた多数の小屋が倒壊されている。
2016年12月23日、チュニジア人の容疑者がイタリアのミラノで射殺された。同日、ISILが、容疑者がアブー・バクル・アル＝バグダーディーに忠誠を誓う様子を写した映像を流し、犯行声明を出した。最終的な死者数は射殺された容疑者1名を含めて12名、負傷者は56名。